# Rondokuning
Rondokuning is een bestuurslaag in het regentschap Probolinggo van de provincie Oost-Java, Indonesië. Rondokuning telt 1946 inwoners (volkstelling 2010).